# Андреевская волость (Васильсурский уезд)
Андреевская волость — историческая административно-территориальная единица Васильсурского (с 1860-х по 1923) и Сергачского (1923—1924) уездов Нижегородской губернии Российской империи и РСФСР.

## Географическое положение
Располагалась на границе современных Сергачского м Спасского районов Нижегородской области, занимая правый берег реки Урынга. Относилась изначально к юго-восточной группе волостей Васильсурского уезда. На севере граничила с Алисановской волостью Васильсурского уезда, на северо-востоке её территория соприкасалась с границей Курмышского уезда Симбирской губернии, на юго-востоке, юге и западе граничила соответственно с Воскресенской, Сосновской и Мигинской волостями Васильсурского уезда. Ныне её территория разделена между Андреевским сельсоветом Сергачского и Базловским сельсоветом Спасского районов.

## История
Образована в ходе крестьянской реформы 1860-х гг. и включила в себя четыре селения государственных крестьян, объединенных в четыре сельских общества. Большинство населения волости составляли татары-мишари. На 1911 год во всех селениях волости числилось 1078 дворов.
В ходе революции 1917 года в селениях волости вместо старых органов самоуправления формируются сельские советы.
16 марта 1923 года в связи с упразднением Васильсурского уезда волость вошла в состав соседнего Сергачского уезда, а уже 4 апреля 1924 года ликвидирована с включением её населенных пунктов в состав Сосновской волости того же уезда.

## Список населенных пунктов
- д. Андреевка — центр волости,
- д. Базлово,
- д. Ишеево,
- д. Парша.